# 사우이스트
사우이스트(영어: South East (Fujian) Motor Co., Ltd.)는 중국 푸젠성 푸저우에 본사를 둔 자동차 제조업체로, 중화기차공업 (25%), 푸젠 자동차 (50%), 미쓰비시 자동차 (25%)의 합작 투자로 설립되었다.

## 주요 차종

### 사우이스트의 차종
- 사우이스트 A5 Yiwu (2019)
- 사우이스트 DX3 (2016)
- 사우이스트 DX5 (2019)
- 사우이스트 DX7 Bolang SUV (2015)
- 사우이스트 DX8 (2018)
- 사우이스트 DX9

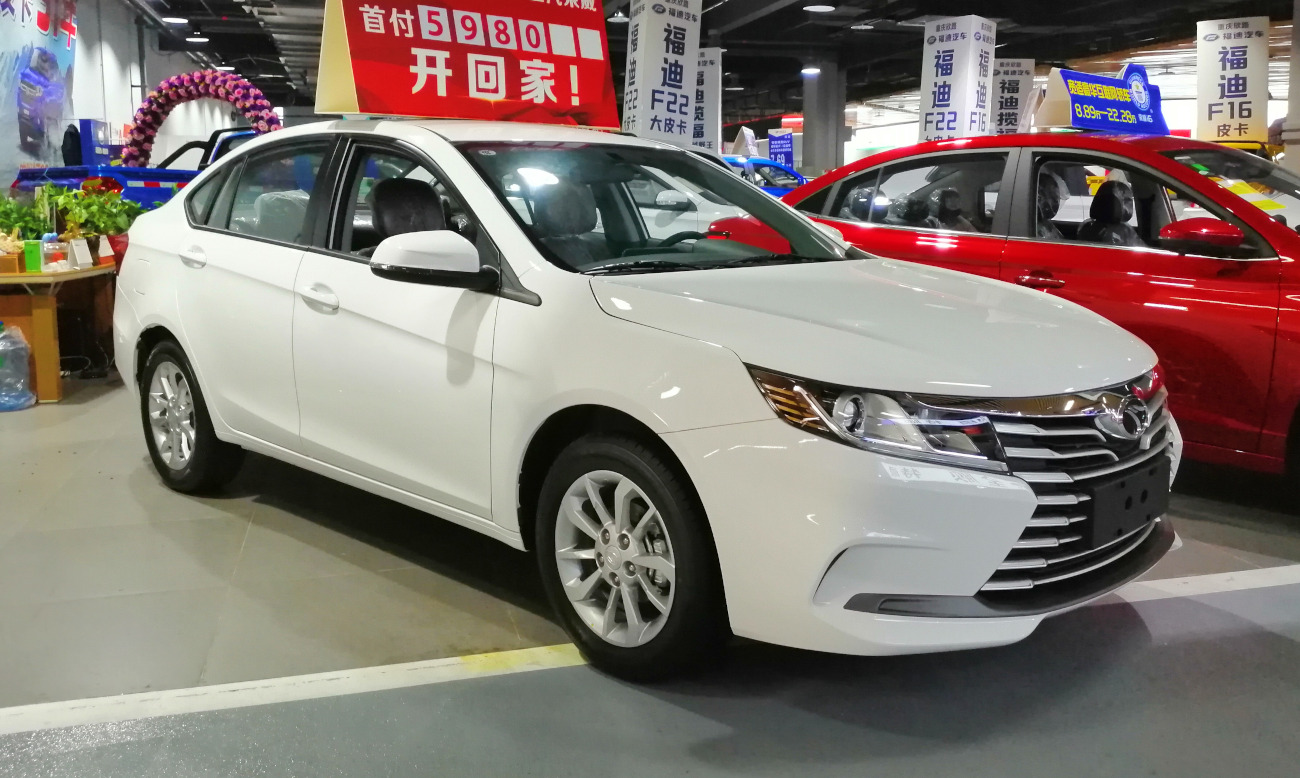
사우이스트 A5
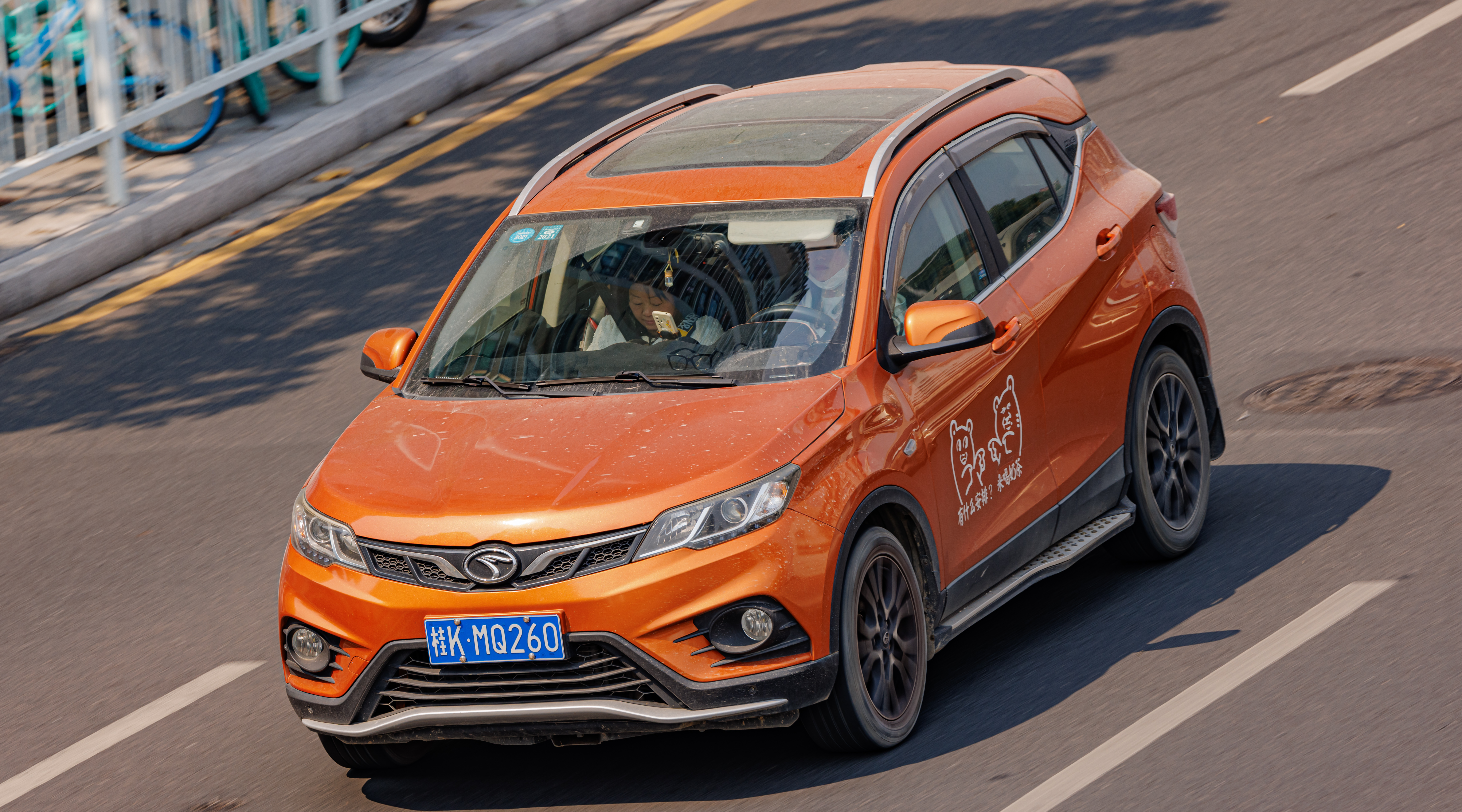
사우이스트 DX3
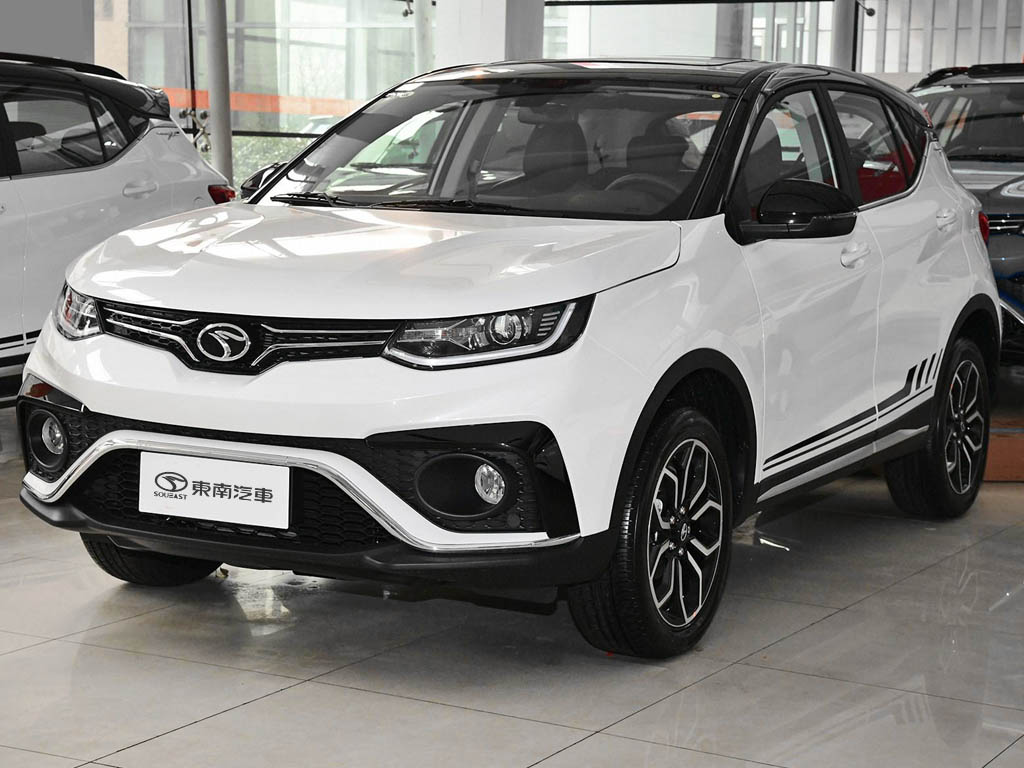
사우이스트 DX5
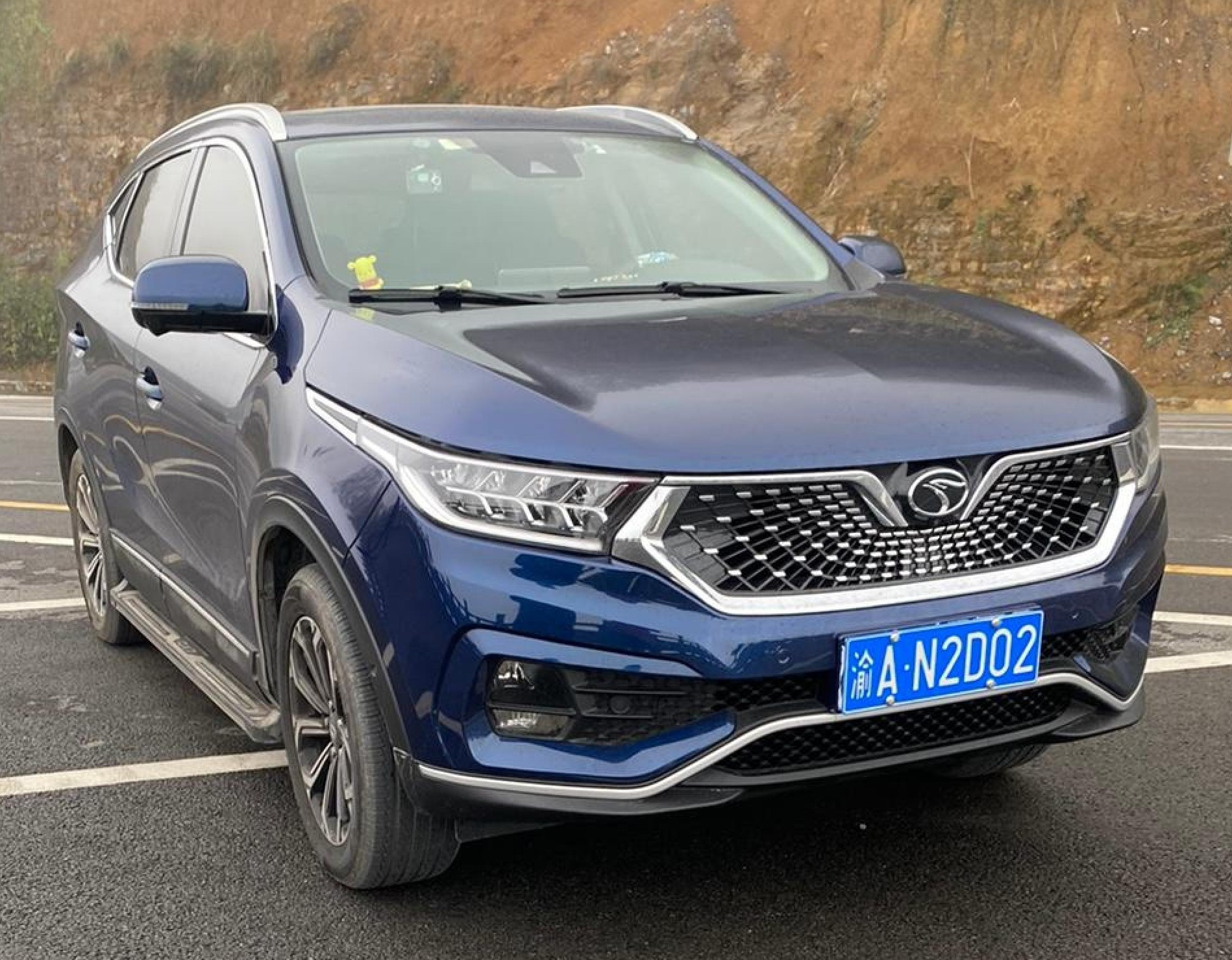
사우이스트 DX7

과거 생산 차종:
- 사우이스트 C1 Xiwang 마이크로밴 (2011)
- 사우이스트 델리카 (1996)
- 사우이스트 프리카 (2001)
- 사우이스트 라이온셀 (2003)
- 소우이스트 V3 (2008)
- 사우이스트 V5 (2012)
- 사우이스트 V6 (2013)

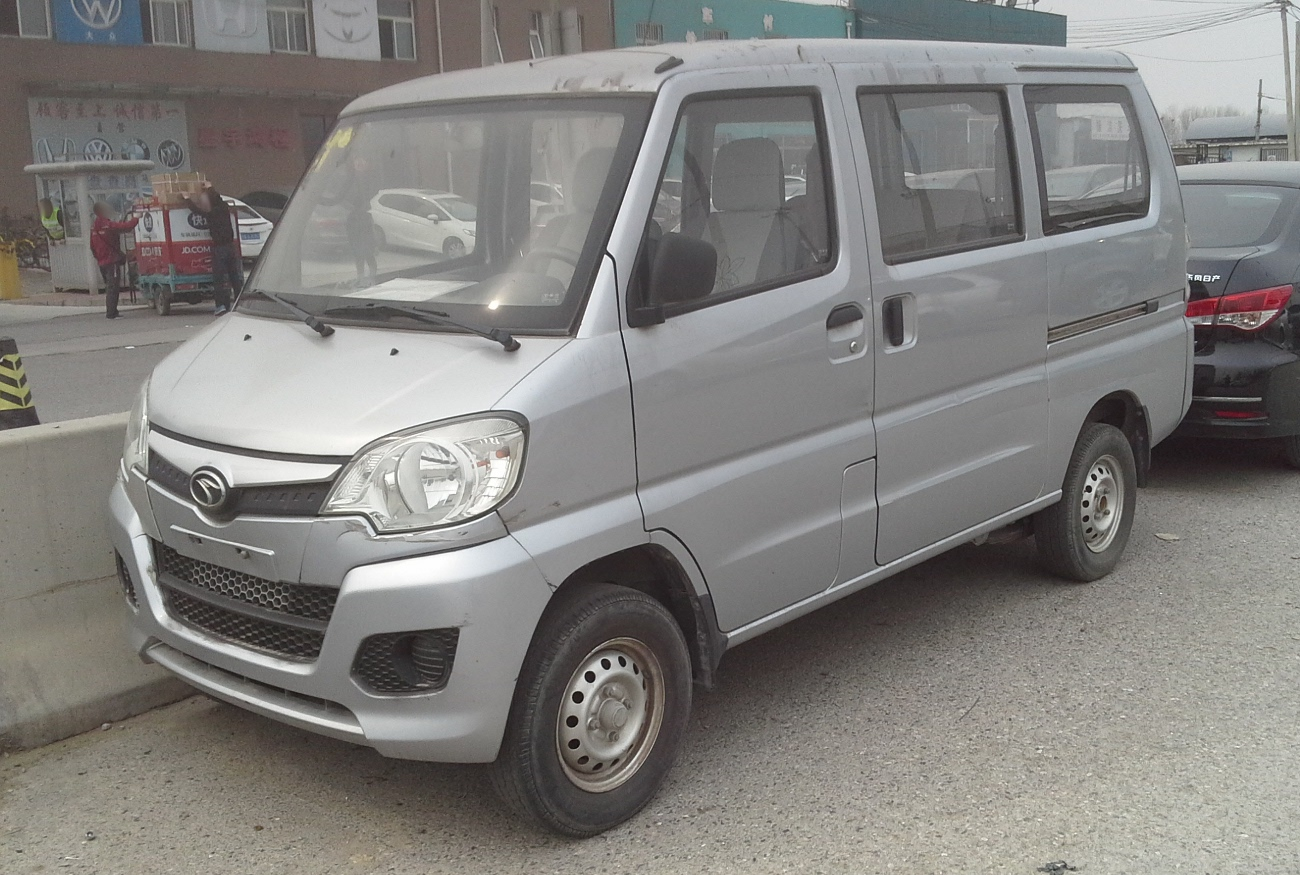
사우이스트 C1
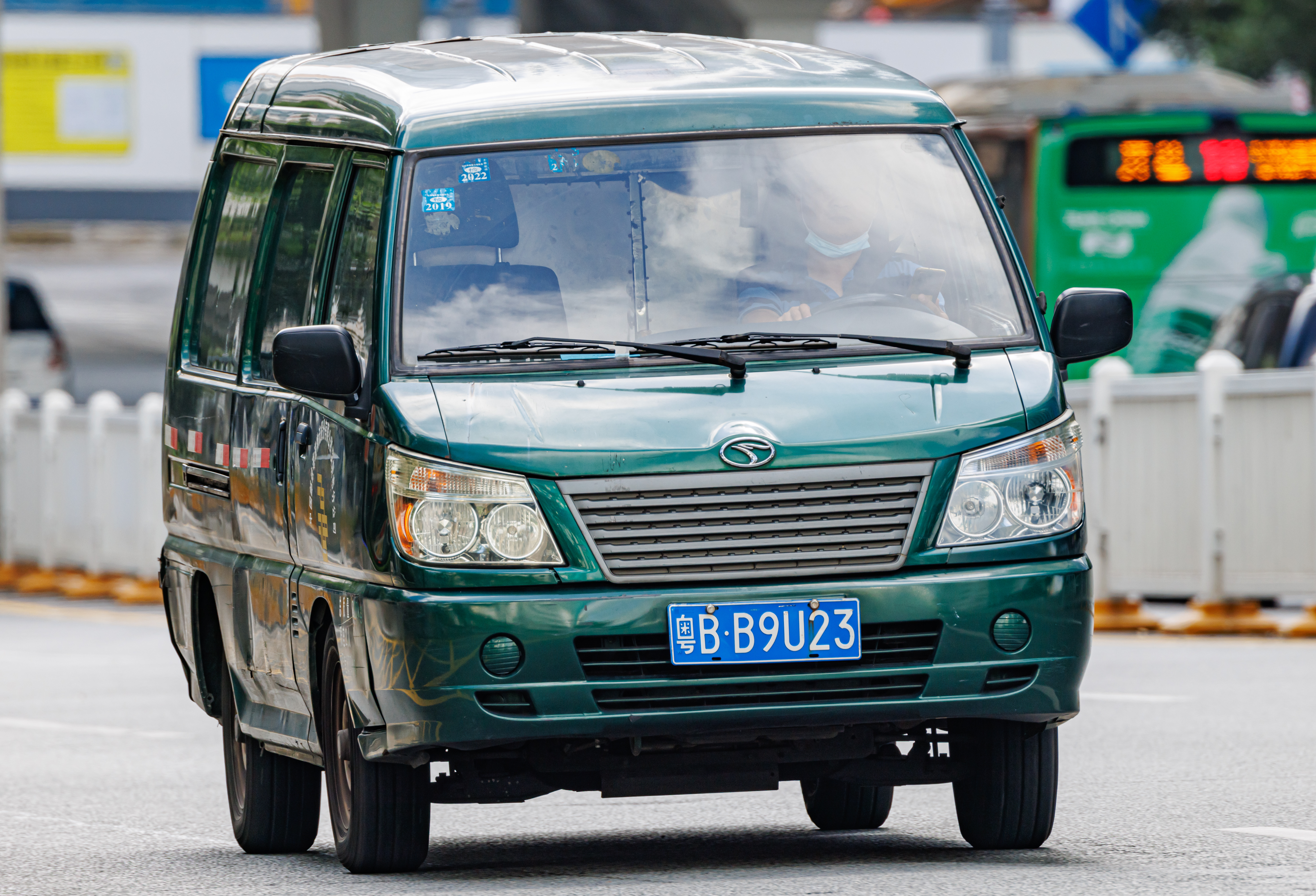
사우이스트 델리카
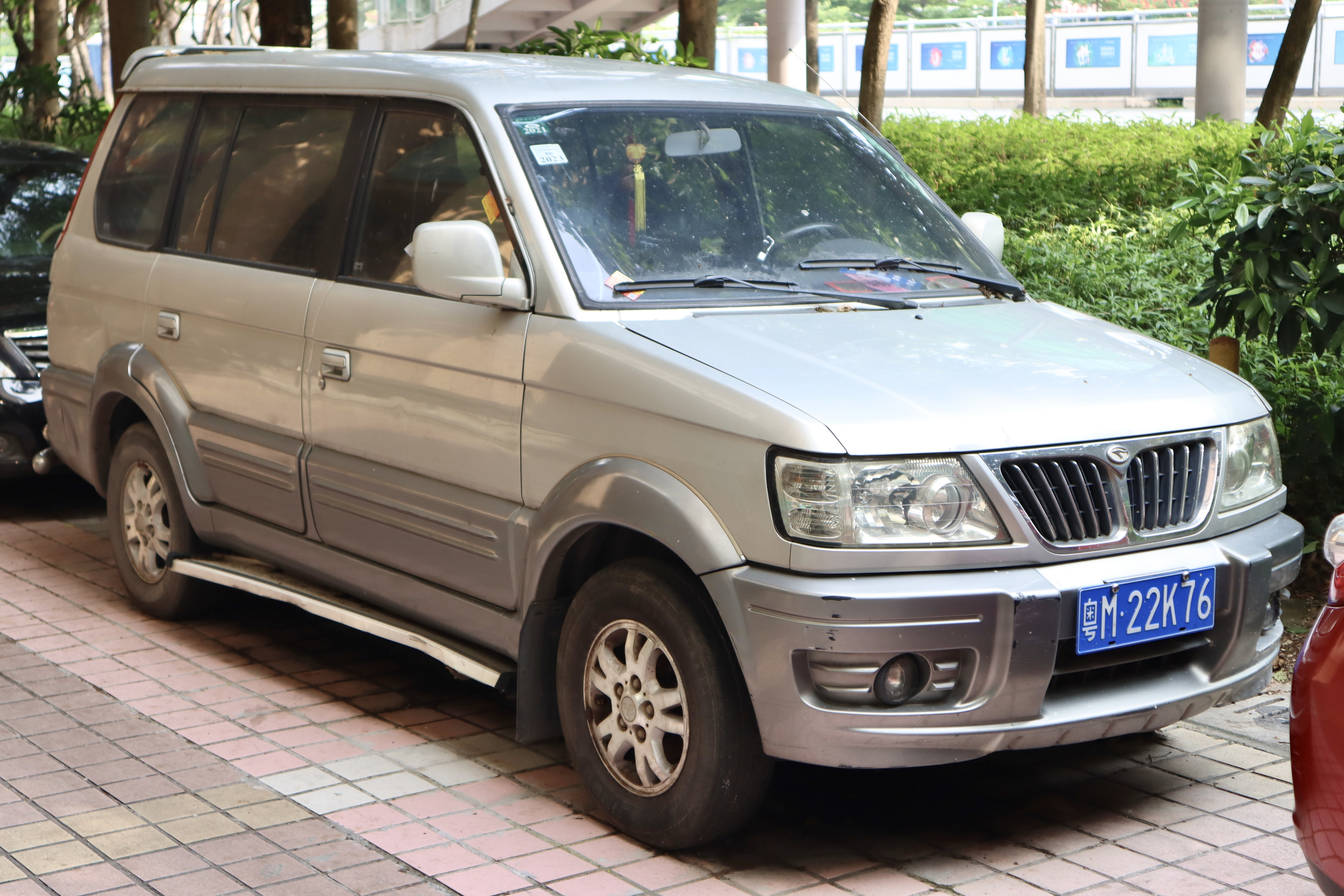
사우이스트 프리카
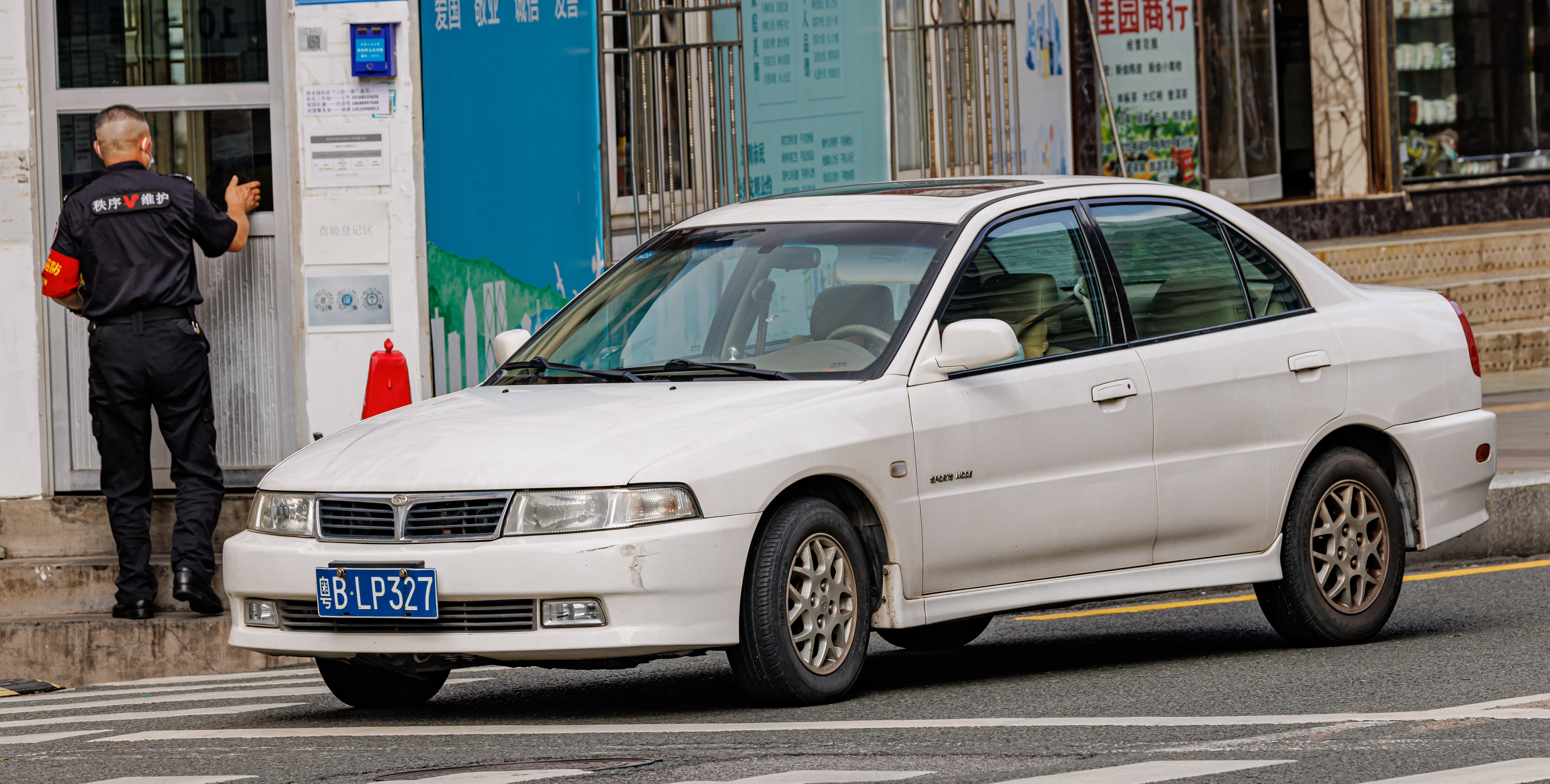
사우이스트 라이온셀
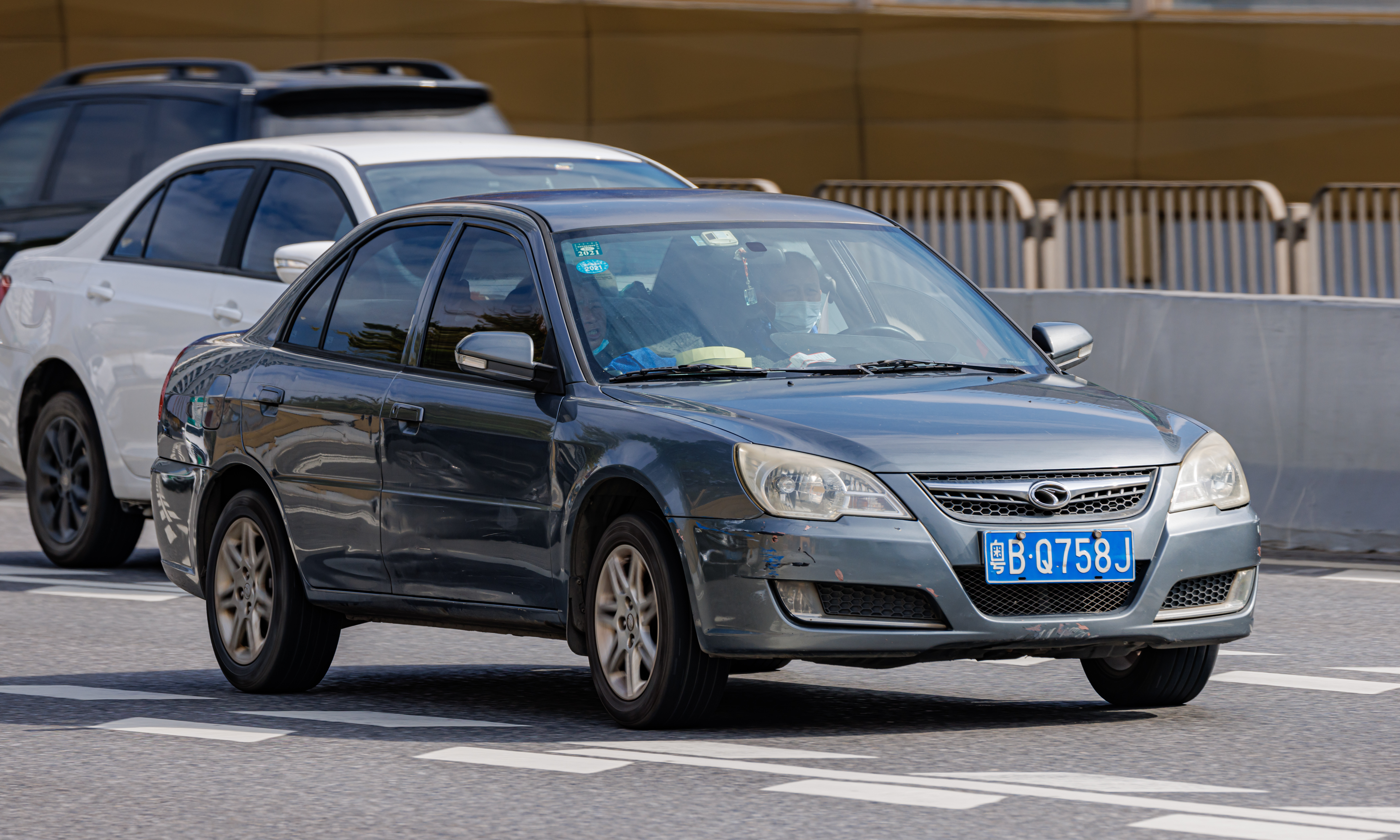
Soueast V3
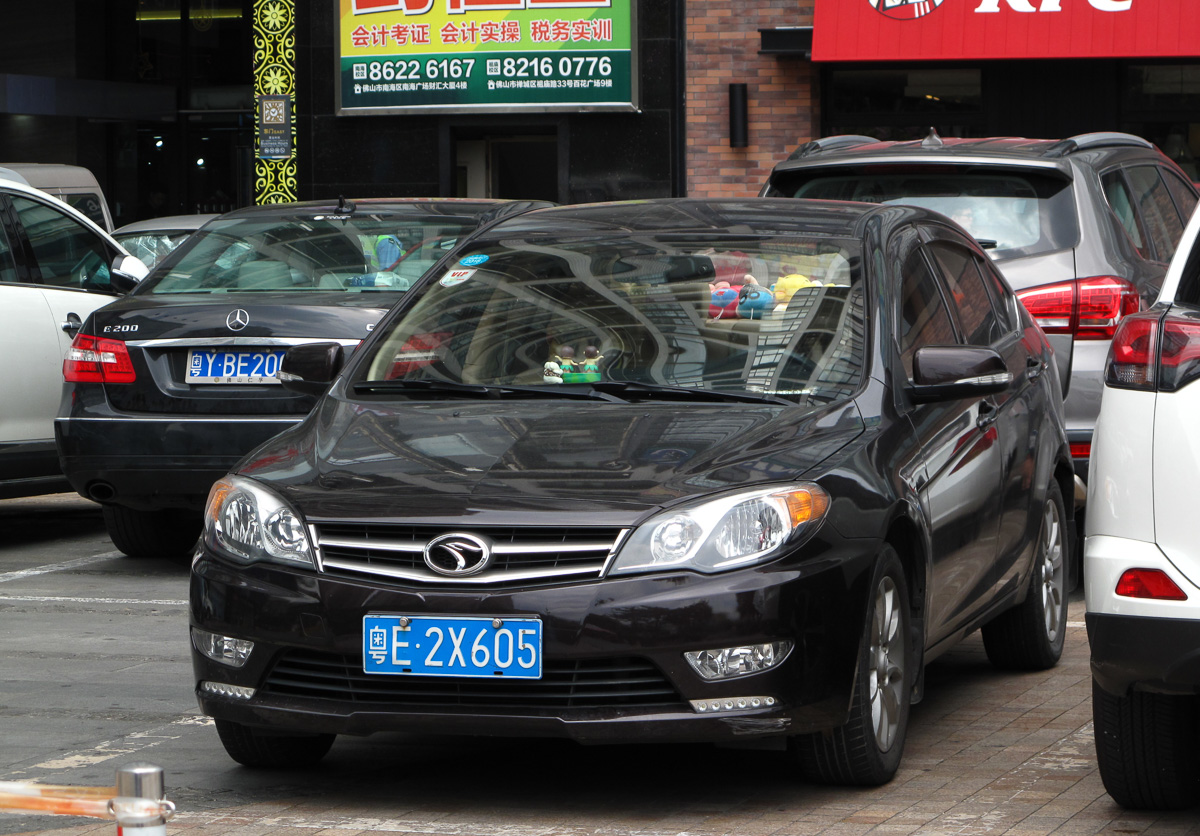
사우이스트 V5
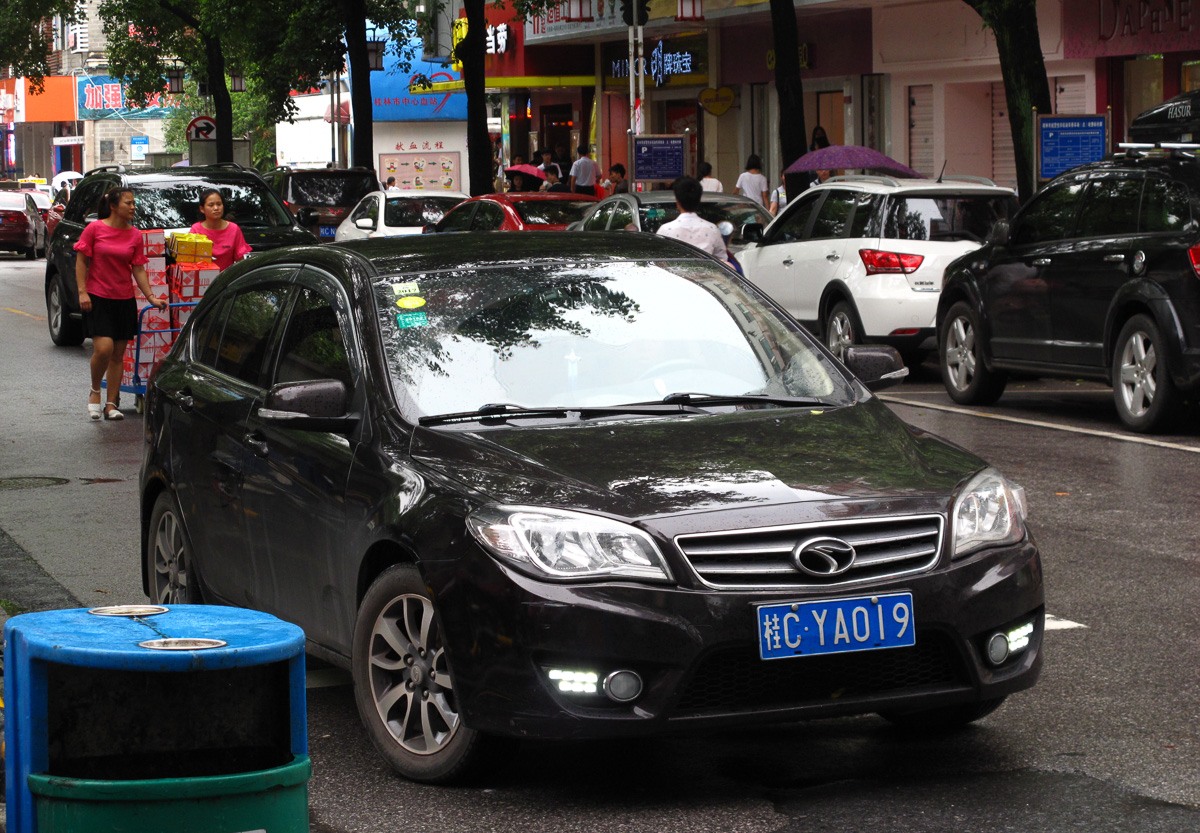
사우이스트 V6

### 미쓰비시의 차종
사우이스트는 미쓰비시 브랜드로 다음 모델을 생산하고 있다.

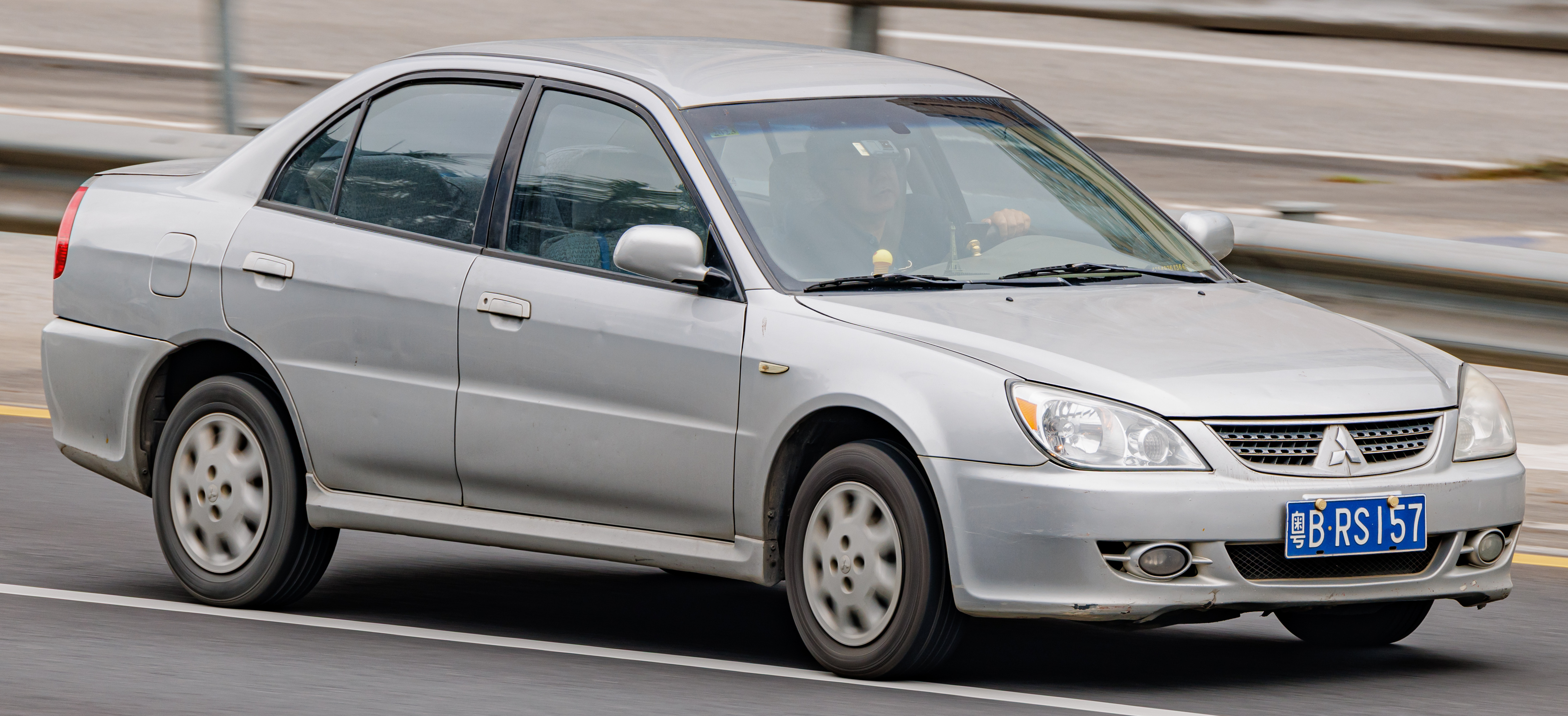
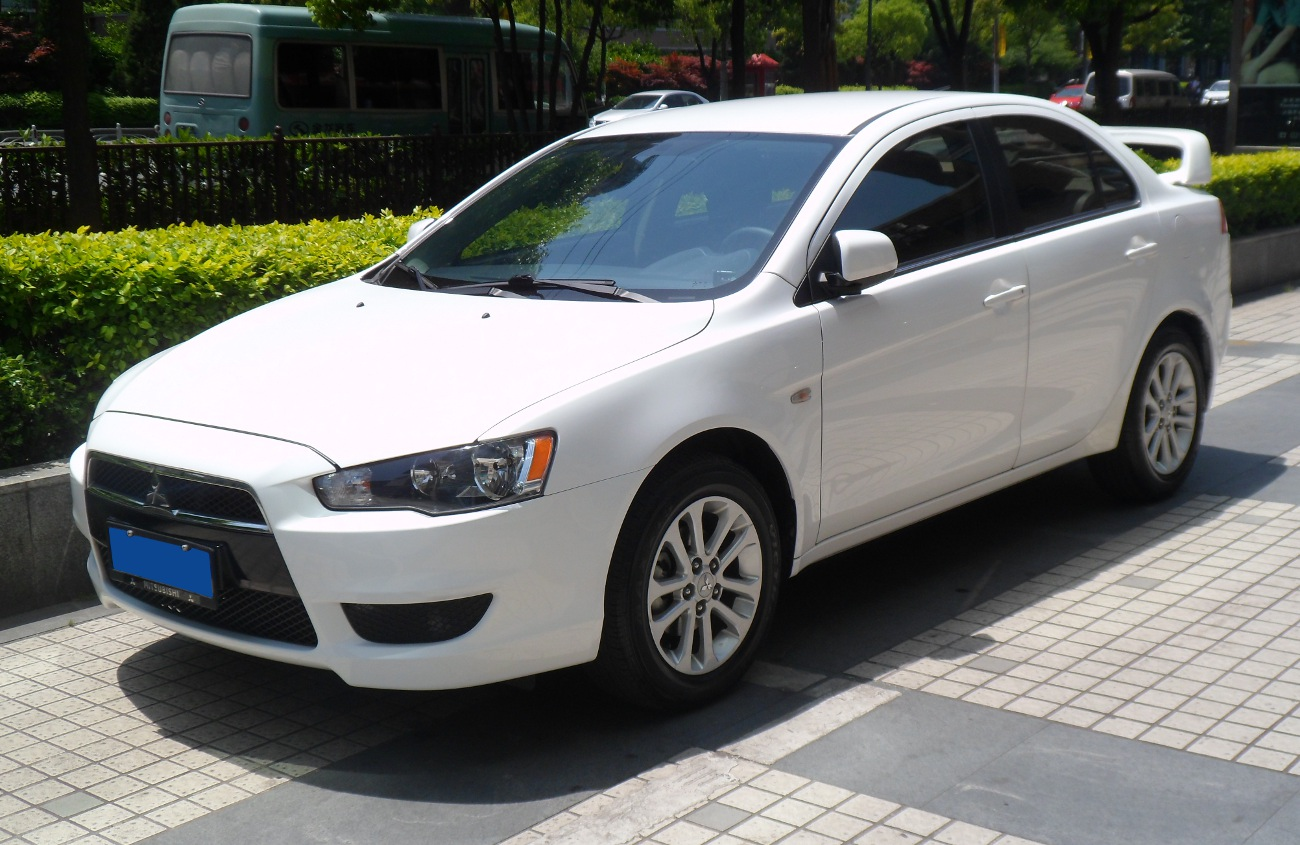
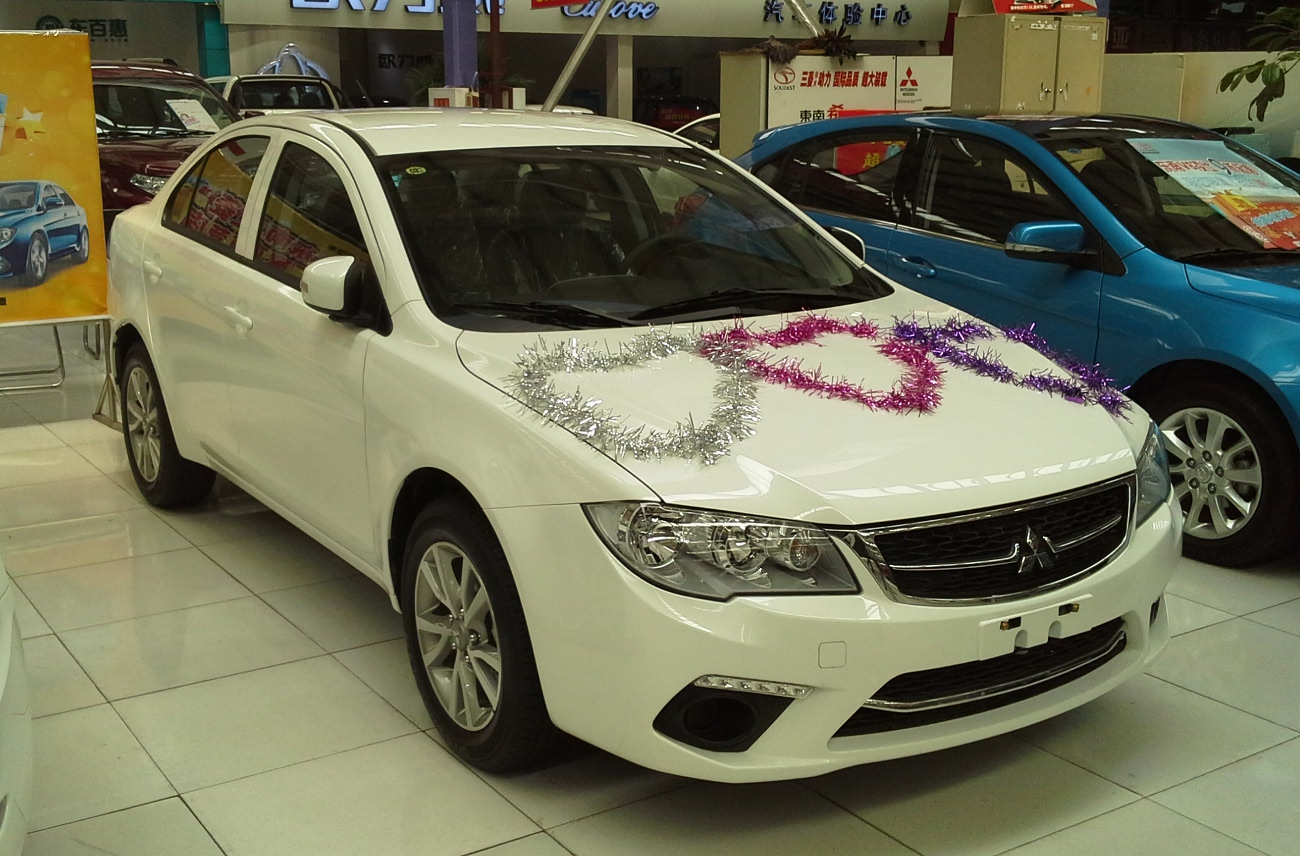
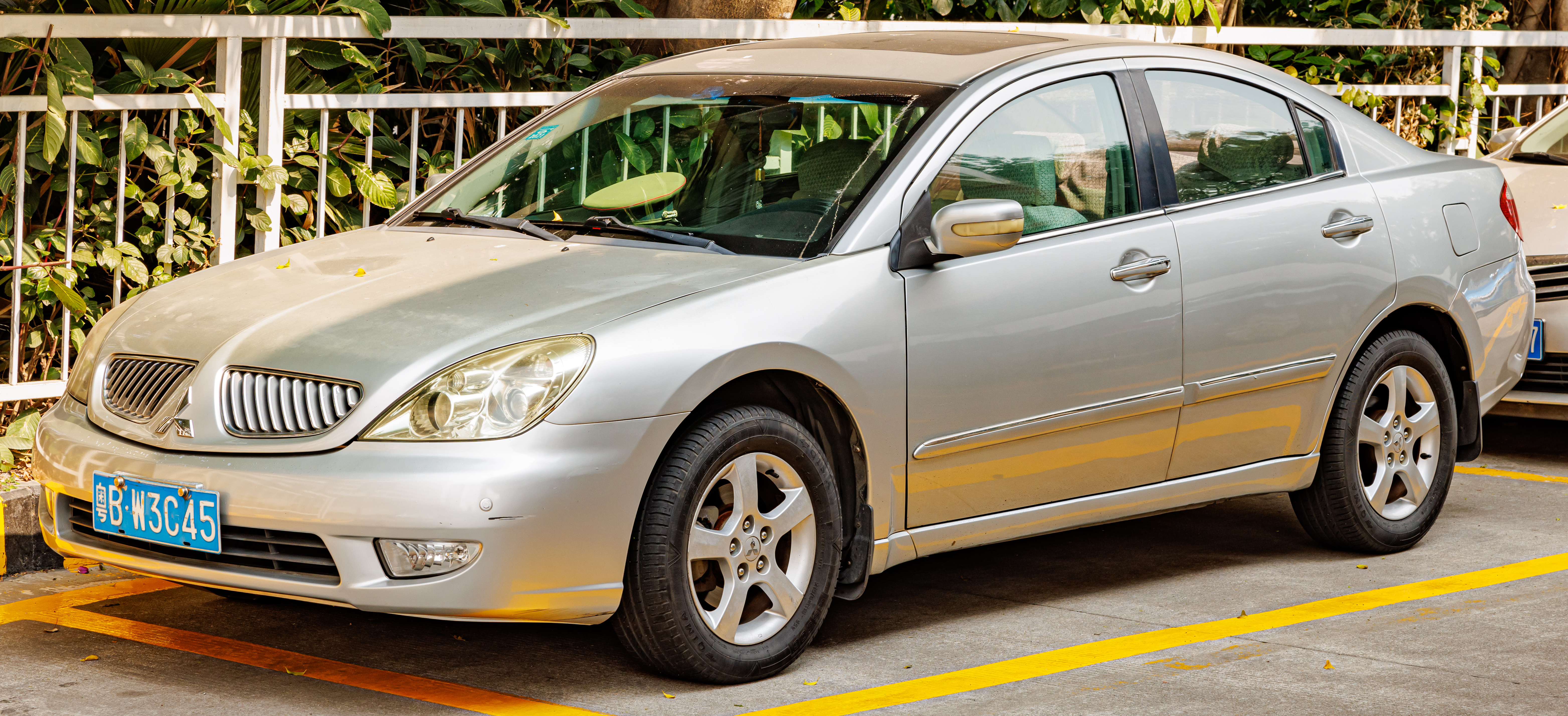
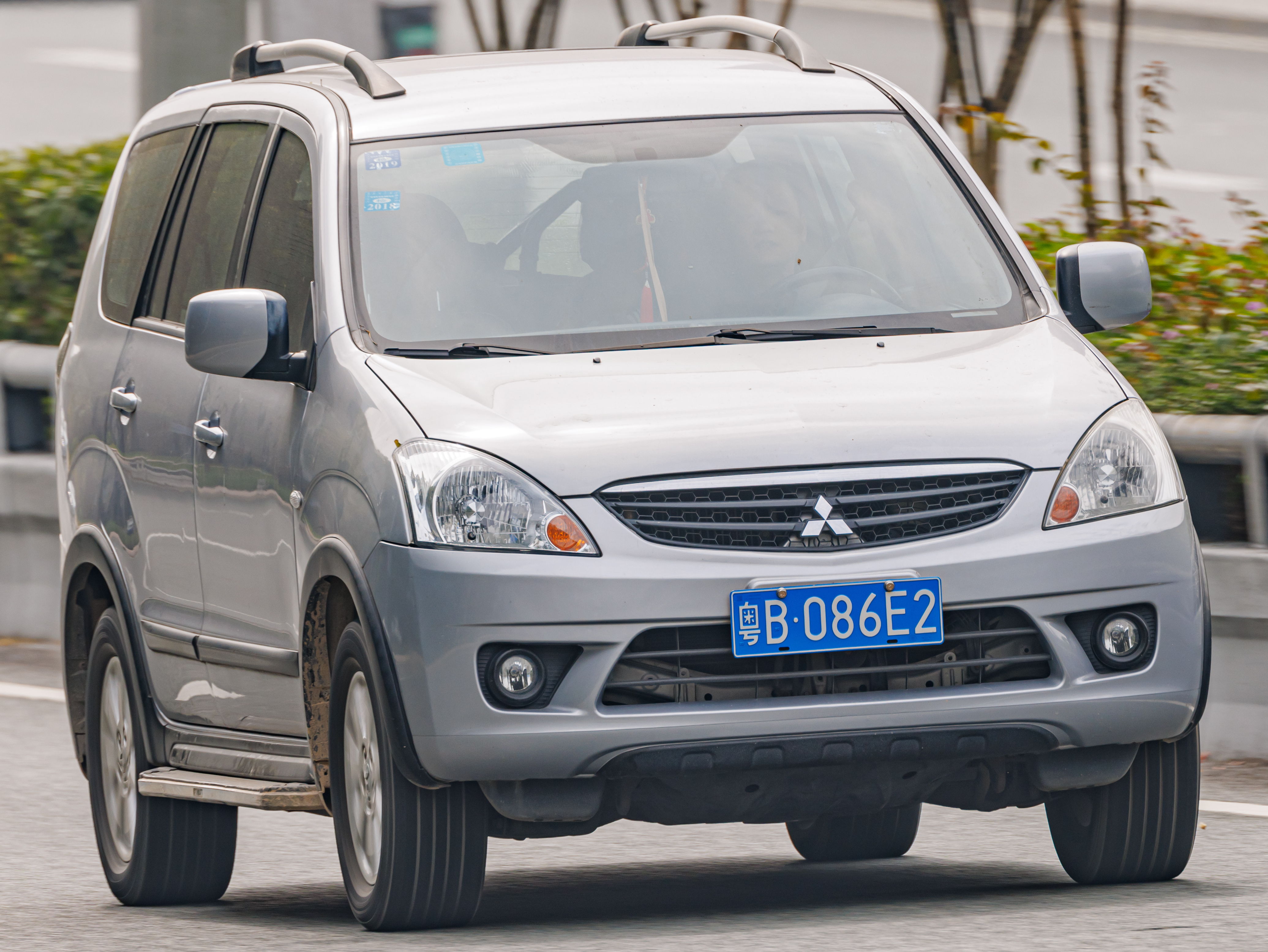

- 랜서
- 랜서 EX
- 랜서 포르티스
- 갈란트
- 징거

### 닷지의 차종
- 닷지 카라반

- 닷지 카라반